# Кобозев, Евгений Вячеславович
Евгений Вячеславович Кобозев (11 января 1990, Рязань, СССР) — российский футболист, вратарь.

## Биография
Начинал заниматься футболом в 10 лет в рязанской ДЮСШ «Золотые купола» под руководством Вячеслава Петровича Казакова. В 14 лет был на просмотре в ЦСКА, но не подошёл команде. В составе сборной Рязани сыграл против команды московского «Торпедо», затем уже в составе торпедовцев провёл один тайм в игре зимнего чемпионата Москвы против «Спартака-2». После турнира в Швеции был взят в академию «Торпедо», где провёл три года.
На профессиональном уровне дебютировал в составе «Торпедо-ЗИЛ» 5 августа 2009 года в матче против ФК «Дмитров» (0:0). В сезоне 2009 года провёл 9 матчей, пропустил 8 мячей. В следующем сезоне был основным вратарём — в 28 матчах пропустил 27 голов. После ликвидации команды вслед за главным тренером Андреем Канчельскисом перешёл в другой клуб ПФЛ — «Уфу», перед этим побывав на просмотре в «Динамо» Брянск. За два сезона сыграл 58 игр, пропустил 39 мячей. Перед сезоном 2013/14 перешёл в клуб премьер-лиги «Терек» Грозный, но не сыграл за команду ни одного матча. Сезон 2014/15 провёл в аренде в «Крыльях Советов». Начало первенства пропустил из-за перелома пальца, полученного перед переходом, и вновь не сыграл ни одного матча. 31 августа 2015 подписал годичный контракт с клубом ФНЛ «Тосно». Из-за травм сыграл только 6 матчей.
Весной 2016 года был на просмотре в нижегородской «Волге», но в марте перешёл в клуб чемпионата Финляндии ВПС Вааса. В сезоне-2016 пропустил 23 гола в 33 матчах, 15 встреч провел на ноль. Был признан лучшим игроком клуба по итогам сезона. В ноябре перешёл в шведский клуб «Йёнчёпингс Сёдра», где отыграл год. Перешёл в «Зоркий», но не был заявлен по техническим причинам. В июле перешёл в армянский «Пюник», главным тренером которого стал Андрей Талалаев, ранее работавший с Кобозевым в юношеской сборной России. 6 декабря 2019 вместе с ещё четырьмя игроками разорвал контракт по согласию сторон. В начале 2020 года перешёл в ереванский «Арарат».